# Gina Lollobrigida

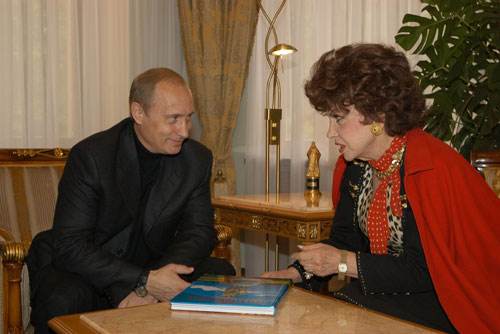
Gina Lollobrigida under 2000-talet.

Gina Lollobrigida, egentligen Luigia Lollobrigida, född 4 juli 1927 i Subiaco, Lazio, död 16 januari 2023 i Rom, var en italiensk skådespelare, bosatt i Rom.

## Biografi
Redan tre år gammal utsågs Gina Lollobrigida till Italiens vackraste barn. Hon försörjde sig som fotomodell och deltog med stor framgång i flera skönhetstävlingar innan hon 1946 gjorde sin filmdebut. Från början av 1950-talet var hon en av Europas mest populära stjärnor och även sexsymbol och bystdrottning, och fick smeknamnet "La Lollo". Hon hade även en kort karriär i Hollywood. 

## Filmografi i urval

### Filmer som haft svensk premiär
- 1947 – Pagliacci
- 1949 – Brinnande gräns
- 1951 – Brott i storstad
- 1952 – Nattens skönheter
- 1952 – Den Gyllene Tulpanen
- 1953 – Kärlek, bröd och fantasi
- 1953 – Skälmarnas marknad
- 1954 – La Romana, en gatflicka i Rom
- 1955 – Världens vackraste kvinna
- 1956 – Ringaren i Notre Dame
- 1956 – Trapets
- 1958 – Anna från Brooklyn
- 1959 – Lagen
- 1959 – Nätternas eld
- 1961 – Möte i september
- 1962 – Otrogen som få ...
- 1964 – Dubbelspel
- 1965 – Hotel Paradiso
- 1965 – Sängkamrater
- 1965 – Sultanerna
- 1968 – Tack för senast, Mrs. Campbell
- 1968 – Stuntman
- 1971 – Bad Man's River
- 1985 – Dubbelspel